# Heliocheilus thelycritus
Heliocheilus thelycritus là một loài bướm đêm thuộc họ Noctuidae. Nó là loài đặc hữu của Bắc Úc, Queensland và Tây Úc.